# Solenopsis azteca
Solenopsis azteca es una especie de hormiga del género Solenopsis, subfamilia Myrmicinae.

## Distribución
Esta especie se encuentra en Colombia, Costa Rica, Cuba, Guadalupe, Panamá, Puerto Rico y San Vicente y las Granadinas.